# Mirepeix
Mirepeix är en kommun i departementet Pyrénées-Atlantiques i regionen Nouvelle-Aquitaine i sydvästra Frankrike. Kommunen ligger i kantonen Nay-Est som tillhör arrondissementet Pau. År 2022 hade Mirepeix 1 254 invånare.

## Befolkningsutveckling
Antalet invånare i kommunen Mirepeix
| Referens: INSEE |